# Nematanthus fornix
Nematanthus fornix é uma espécie de  planta do gênero Nematanthus e da família Gesneriaceae. 

## Taxonomia
A espécie foi descrita em 1984 por Alain Chautems. 
Os seguintes sinônimos já foram catalogados:  
- Hypocyrta macrocalyx  Hanst.
- Hypocyrta nervosa  Fritsch
- Nematanthus nervosus  (Frtsch) H. E. Moore
- Orobanche fornix  Vell.

## Forma de vida
É uma espécie epífita e subarbustiva. 

## Descrição
Folhas com pecíolo 0,5-1 cm, lâminas 3-6 x 2-2,5 cm; flores com pedicelo 0,8-2 cm, corola 2,2-3 cm de comprimento  

## Conservação
A espécie faz parte da Lista Vermelha das espécies ameaçadas do estado do Espírito Santo, no sudeste do Brasil. A lista foi publicada em 13 de junho de 2005 por intermédio do decreto estadual nº 1.499-R. 

## Distribuição
A espécie é endêmica do Brasil e encontrada nos estados brasileiros de Espírito Santo, Minas Gerais, Rio de Janeiro e São Paulo. 
A espécie é encontrada no domínio fitogeográfico de Mata Atlântica, em regiões com vegetação de floresta ombrófila pluvial e mata de araucária.